# Buatier de Kolta
Buatier de Kolta, de son vrai nom Joseph Buatier, né en France le 19 novembre 1847 à Caluire-et-Cuire (à côté de Lyon) et mort le 7 octobre 1903 à La Nouvelle-Orléans, est un prestidigitateur français enterré à Londres.

## Carrière
Il fut inventeur et créateur de beaucoup d'illusions et d'effets, on peut le placer dans la lignée d'un Robert-Houdin. Cependant, son nom est peu connu en France.
Il remporta ses plus grands succès à l'étranger. En Allemagne d’abord, puis à Londres,  à l’Empire Théâtre, et plusieurs années à l’Egyptian Hall, collaborant avec J.N Maskelyne, pour une illusion intitulée « Black Art » (Art noir).
Il a inventé plusieurs grands tours parmi lesquels "la cage éclipsée" (1873), les fleurs au cornet, le cocon (1883), la disparition à la chaise (chaise de kolta, 1883), la femme enlevée (1886), la danse des millions (1894) et le dé grossissant (1902). Pour cette dernière illusion, il arrivait sur scène avec un dé de 20 cm d'arête. Il le posait sur une table et le dé grossissait à vue pour atteindre 1 mètre de côté. Puis il soulevait le dé pour faire apparaître sa femme assise en tailleur.
Extrait de la revue L’Illusionniste, N°23 de novembre 1903 et N°138 de juin 1913. :  "C’est en 1883, si nos souvenirs sont exacts, qu’il nous fut donné d’assister à une de ses représentations au théâtre des Nouveautés, Son programme comprenait : Le voyage des foulards dans les carafes ; Le cornet de fleurs ; la cage dôme ; la main qui dessine (truc que nous n’avons plus revu) ; le cocon, et la disparition à la chaise.